# Mihael Štrukelj
Mihael Štrukelj (tudi Mihael Strukel), slovensko-finski gradbenik, * 3. avgust 1851, Log pod Mangartom, † 2. marec 1923, Helsinki.

## Življenjepis
Štrukelj se je najprej učil pri krajevnem župniku, nato v Gorici obiskoval ljudsko šolo in nemško realko. Po končani gimnaziji je od leta 1869 do 1874 na Dunaju študiral na Tehniški visoki šoli (Bauschule) in z odliko opravil vse izpite iz cestnega, vodnega, mostovnega in železnišniškega gradbeništva (med študijem je služil vojake, nekaj časa tudi pri ljubljanskem pešpolku). Kot inženir je delal od 1874 do 1875 na Dunaju pri podjetju Redlich & Löwenfeld in pri Centralnem uradu salzburško-tirolsko železnico, od 1875 do 1879 pa v Gradcu pri gradbenem podjetju za mostove Körösy: zgradil je več večjih mostov in železnih strešnih konstrukcij, med temi veliko kolodvorsko dvorano Južnih železnic v Trstu.
Štrukelj je bil leta 1879 izbran za enoletno poskusno službo učitelja na tedaj ustanovljenem Politehničnem inštitutu v Helsinkih, maja 1880 imenovan za rednega predavatelja grafične statike in inženirskih ved, postal finski državljan in se 1881 poročil z Ellen Lindströmovo. Prva leta je predaval grafično statiko in gradnjo železnic, od začetka 1882 pa talne, vodne in mostne gradnje, 1896 bil imenovan za profesorja. Ko se je 1908 Politehnični inštitut preosnoval v Tehniško visoko šolo (TVŠ), je postal profesor za mostne gradnje in gradbeno statiko, kar je ostal do upokojitve 8. oktbra 1913. Prvo leto je predaval v nemščini, že naslednje leto pa v švedščini, ki jo je tako odlično obvladal, da je bil med najboljšimi predavatelji TVŠ, tam je opravljal tudi administrativne in organizacijske posle ter bil od 1906 do 1913 knjižničar.

## Strokovno delo
Teoretik in pisec Štrukelj je v počitnicah mnogo potoval po inozemstvu, si ogledoval razstave, tovarne, novejša gradbena dela in o njih poročal v domačih in tujih strokovnih revijah ali predaval v Društvu tehnikov in v Strokovnem klubu inženirjev; katerega tudi predsednik je bil. Pisal je članke o finskem gradbeništvu v švedski strokovni zbornik Tekniska Foreningens i Finland Förhandingar (1883–1905); v časopis Tekniskarn, tidskrift för bryggnadskonst (Helsinki); v glasilo Združenja inženirjev v Stockholmu; v nemške liste: Allgem. Bauzg (daljšo razpravo o Finski Über das Grossfürstenthum Finnland mit besonderer Berücksichtigung d. Kommunikationen, 1889, ponatis Dunaj 1889).  Štrukelj je zlasti zaslovel po svojih učbenikih (izšli v nem. pri A. Twietmeyer, Leipzig in pri raznih založnikih v Helsinkih): vse njegove knjige (podpis: Strukel) so nastale iz predavanj. Izdal je: atlant Der Brückenbau (1895) s 43 tabelami in 1300 slikami lesenih in železnih mostov; ki ga je 1902 razširil s podnaslovom: učbenik in priročnik za študente in praktike. Učbenik Der Brückenbau.
Štrukelj je bil leta 1880 v komisiji za postavitev svetilnika v Bogskärju, 1891 za proučevanje načrta za svetilnik v Yttergrundu. Leta 1889 je izdelal načrt za cestni most čez rokav Ämmä reke Uleå, ki je bil prvi  železni most na Finskem (opis gradnje: Tekniska Föreningens i Finland Förhandlingar 31. marca 1905). V Helsinkih je ustanovil delniško družbo za gradnjo mostov (poznejša Strojna in mostnogradbena družba) in bil zastopnik raznih nemških industrijskih podjetij. Leta 1888 je postal solastnik pri inženirskem biroju Lindquist & Co. in leta 1892 vodil več njegovih gradbenih del.